# 錢錫庚
錢錫庚（?—?），江蘇省蘇州府震澤縣人，清朝政治人物、進士出身。
光緒三年（1877年），参加丁丑科殿試，登進士二甲第71名。同年五月，分部學習。